# Нафталин
Нафтали́н (бицикло-[4.4.0]-дека-1,3,5,7,9-пентаен, гексален, антимит) — органическое соединение состава C10H8. Представляет собой твёрдое кристаллическое вещество с характерным запахом. В воде мало растворим. Хорошо растворим в бензоле, эфире, спирте, хлороформе.

## История
Был открыт в каменноугольной смоле английским ученым У. Т. Брандом в 1819 г. Элементный состав его установил  А. Воскресенский в 1838 г., структурную формулу предложил  Эрленмейер в 1866 г., а К. Гребе подтвердил ее химическим путем в 1868 г.  .

## Физические свойства
Плотность 1,14 г/см³, температура плавления 80,26 °C, температура кипения 217,7 °C, растворимость в воде примерно 30 мг/л, температура вспышки 79—87 °C, температура самовоспламенения 525 °C, молярная масса 128,17052 г/моль, давление пара (при температуре 80 °C) 1040 Па.

### Электропроводность
Кристаллический нафталин имеет заметную электропроводность при комнатной температуре с удельным сопротивлением около 1012 Ом·м. При плавлении удельное сопротивление уменьшается более чем в тысячу раз, примерно до 4·108 Ом·м.
Как в жидком, так и в твёрдом виде сопротивление зависит от температуры приблизительно как
{\displaystyle \rho =\rho _{0}\ \exp[E/(kT)]}, где {\displaystyle \rho } (Ом·м) и {\displaystyle E} (эВ) — некоторые постоянные параметры, {\displaystyle k} — постоянная Больцмана (8,617·10−5 эВ/K), а {\displaystyle T} — абсолютная температура (K). Параметр {\displaystyle E} равен 0,73 эВ в твёрдом нафталине. В твёрдом виде имеет полупроводниковый тип проводимости при температуре даже ниже 100 К.

## Химические свойства
Нафталин по химическим свойствам сходен с бензолом: легко нитруется, сульфируется, взаимодействует с галогенами. Отличается от бензола тем, что легче вступает в реакции.

Бицикло[6.2.0]декапентаен - изомер нафталина

### Электрофильное замещение
Предпочтительно замещается в α-положение (1,4,5,8 атома углерода), поскольку так при делокализации положительного заряда, который образуется при присоединении электрофила к ненасыщенной связи, ароматическая структура другого кольца не нарушается. Также, в α-положениях есть избыток электронной плотности, то есть они нуклеофильны. При β-замещении положительный заряд может переходить в другое ядро, и его структура превратится в хиноидную. 

#### Галогенирование
Галогенирование происходит очень легко. При бромировании, например, образуется α-бромнафталин, а при избытке брома образуется смесь 1,4- и 1,5-дибромонафталина. Реакция галогенирования происходит при 50–70°С по механизму присоединения-отщепления: сначала молекула галогена присоединяется (в положение 1,4), а затем происходит дегидрогалогирование. 
При применении в качестве катализаторов кислот Льюиса с соответствующим галогеном, например, FeCl3 для хлора, галогенирование проходит по механизму электрофильного замещения.

#### Нитрование
Нитрование проводят концентрированной азотной кислотой в присутствии серной кислоты при 50–60°C. Содержание β-нафталина не превышает 5%. Вторая нитрогруппа замещает атом водорода в другом кольце, в положениях 5 (33%) и 8 (67%), поскольку нитрогруппа является электроноакцепторной и дезактивирует первое кольцо  .

#### Сульфирование
При сульфировании при температуре 80 °C образуется α-нафталинсульфоновая кислота, которая при нагревании до 160 °C переходит в β-изомер .
Это связано с тем, что α-изомер образуется с большей скоростью, однако β-изомер более стабилен. При 80°C направление реакции зависит от скорости, то есть это условия кинетического контроля. В условиях термодинамического контроля образуется более стойкая β-нафталинсульфоновая кислота.

#### Ацилирование
Ацилируется нафтален легче, чем бензол и толуол. Катализатором может быть хлорид алюминия (III). Образующийся изомер зависит от растворителя: при применении сероуглерода образуется α-изомер, а при применении нитробензола  — β-изомер.

### Нуклеофильное замещение
Для реакций нуклеофильного замещения также характерно образование преимущественно α-производных. Производные нафталина вступают в эти реакции лучше, чем сам нафталин. Может взаимодействовать с амидом натрия, что не свойственно незамещенному бензолу .

### Присоединение
В результате меньшей ароматичности и большей ненасыщенности по сравнению с бензолом, нафталин легче, чем бензол, входит в реакцию присоединения. Водород присоединяется в присутствии никеля. При 200°C образуется 1,2,3,4-тетрагидронафталин (тетралин), а при 300°C все связи насыщаются .
Может также присоединять диенофилы.

### Окисление
Окисляется нафталин легче, чем бензол. Под действием хромовой смеси при 25 °C образуется 1,4-нафтохинон. При окислении 2-метилнафталина окисляется только ядро, а метильная группа остается, в отличие от толуола .
В присутствии оксида ванадия(V) образуется фталевый ангидрид.

## Получение
Нафталин получают из каменноугольной смолы, его содержание во фракции 210-230C достигает 40%.
Продукты риформинга нефти содержат много метилнафталина. Из него нафталин можно получить при гидродеметилировании: присоединении водорода, когда один атом присоединяется к метильной группе, образуя метан, а другой – к нафталиновому ядру с образованием нафталина. Реакцию проводят при температуре 750 °C в присутствии катализаторов  – кобальта или молибдена .
Нафталин также образуется при конденсации бензола и ацетилена.
Еще один способ получения – диеновый синтез. При взаимодействии 1,4-бензохинона с бутадиеном образуется тетрагидронафтохинон. Сначала его дегидрируют (образуется 1,4-нафтохинон), а затем восстанавливают водородом в присутствии платины.
Также нафталин можно выделять из тяжёлой смолы пиролиза (закалочное масло), которая применяется в процессе пиролиза на этиленовых установках. Ещё одним способом промышленного получения нафталина является деалкилирование его алкилпроизводных.
В природе нафталин выделяют термиты вида Coptotermes formosanus, чтобы защитить свои гнёзда от муравьёв, грибков и нематод.
В Восточной Европе нафталин производится различными интегрированными металлургическими комплексами (Северсталь, Евраз, Мечел, ММК) в России, специализированными производителями нафталина и фенола ИНКОР, Енакиевским металлургическим заводом на Украине и АрселорМиттал Темиртау в Казахстане.

## Применение
Важное сырьё химической промышленности: применяется для синтеза фталевого ангидрида, тетралина, декалина, разнообразных производных нафталина.
Производные нафталина применяют для получения красителей и взрывчатых веществ, в медицине, как инсектицид моли в быту.
Крупные монокристаллы применяются в качестве сцинтилляторов для регистрации ионизирующих излучений.
Может использоваться для создания синтетических аналогов каннабиноидов, декстрометорфана и других наркотиков.

## Влияние на здоровье
При остром отравлении нафталин вызывает головные боли, тошноту, рвоту, раздражение слизистых оболочек. Длительное воздействие нафталина может вызвать повреждение или разрушение красных кровяных телец (эритроцитов). Хроническое воздействие нафталина также приводит к нарушению работы печени и поджелудочной железы, вызывает развитие атрофического ринита и фарингита.
Международное агентство по изучению рака (IARC) классифицировало нафталин как возможный канцероген людей и животных (Group 2B).
В человеческом организме чаще всего концентрируется в жировой ткани, где может накапливаться до тех пор, пока жировая ткань не начнёт сжигаться, и данное вещество (нафталин) не попадёт в кровь, после чего наступает отравление организма (кровотечения, возникновение опухолей и т. д.).
Исследование в 2022 году показало, что в комнате с компьютером уровни содержания в воздухе полициклических ароматических углеводородов (ПАУ) были в 2—25 раз выше, чем на открытом воздухе или в помещении без компьютера. Преобладающими были такие токсичные вещества как нафталин и фенантрен.

## Производные
1-Бромнафталин
Хромотроповая кислота